# Magerrasen

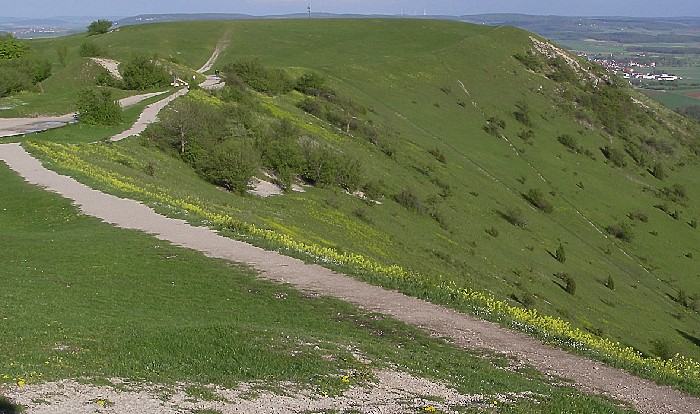
Die Hochfläche und der Südhang der Osterwiese auf dem Hesselberg in Mittelfranken ist ein typischer Kalk-Magerrasen

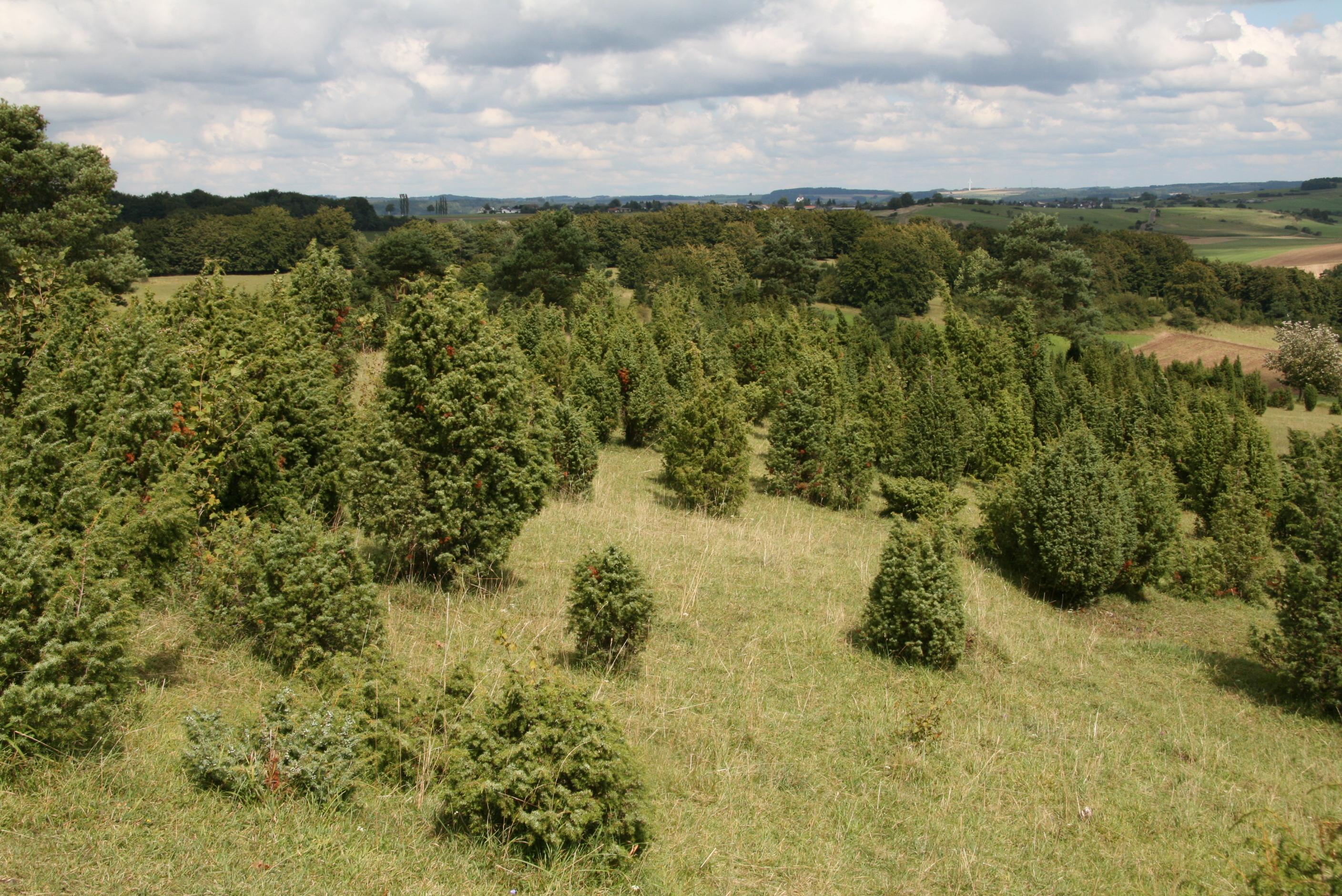
Wacholderheide bei Alendorf in der Eifel

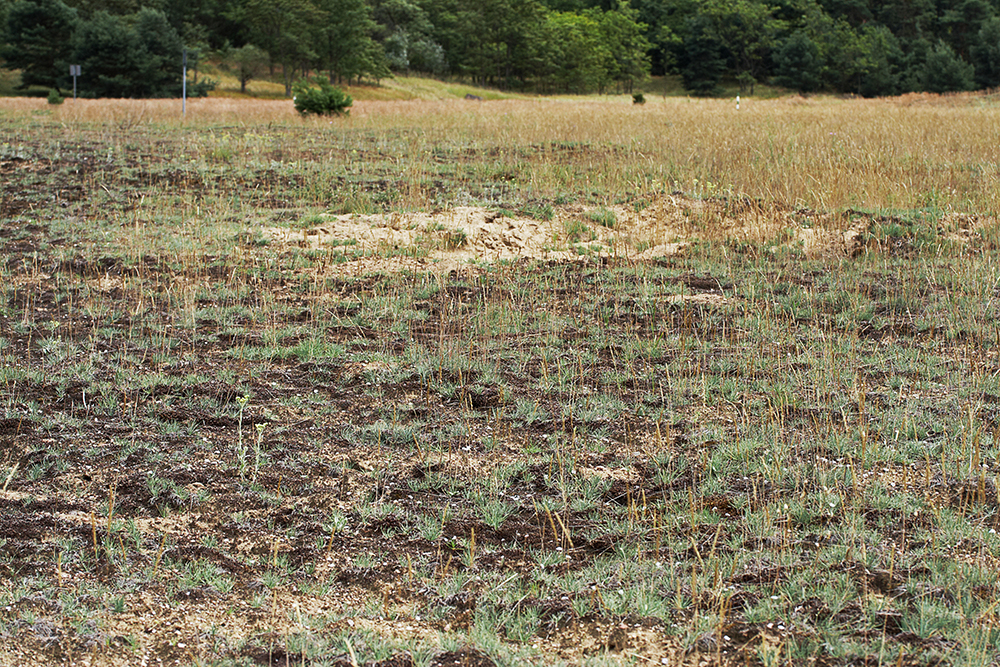
Sand-Magerrasen mit Blaugrünem Schillergras, Moosen und offenen Bodenanrissen im Sandgebiet bei Darmstadt

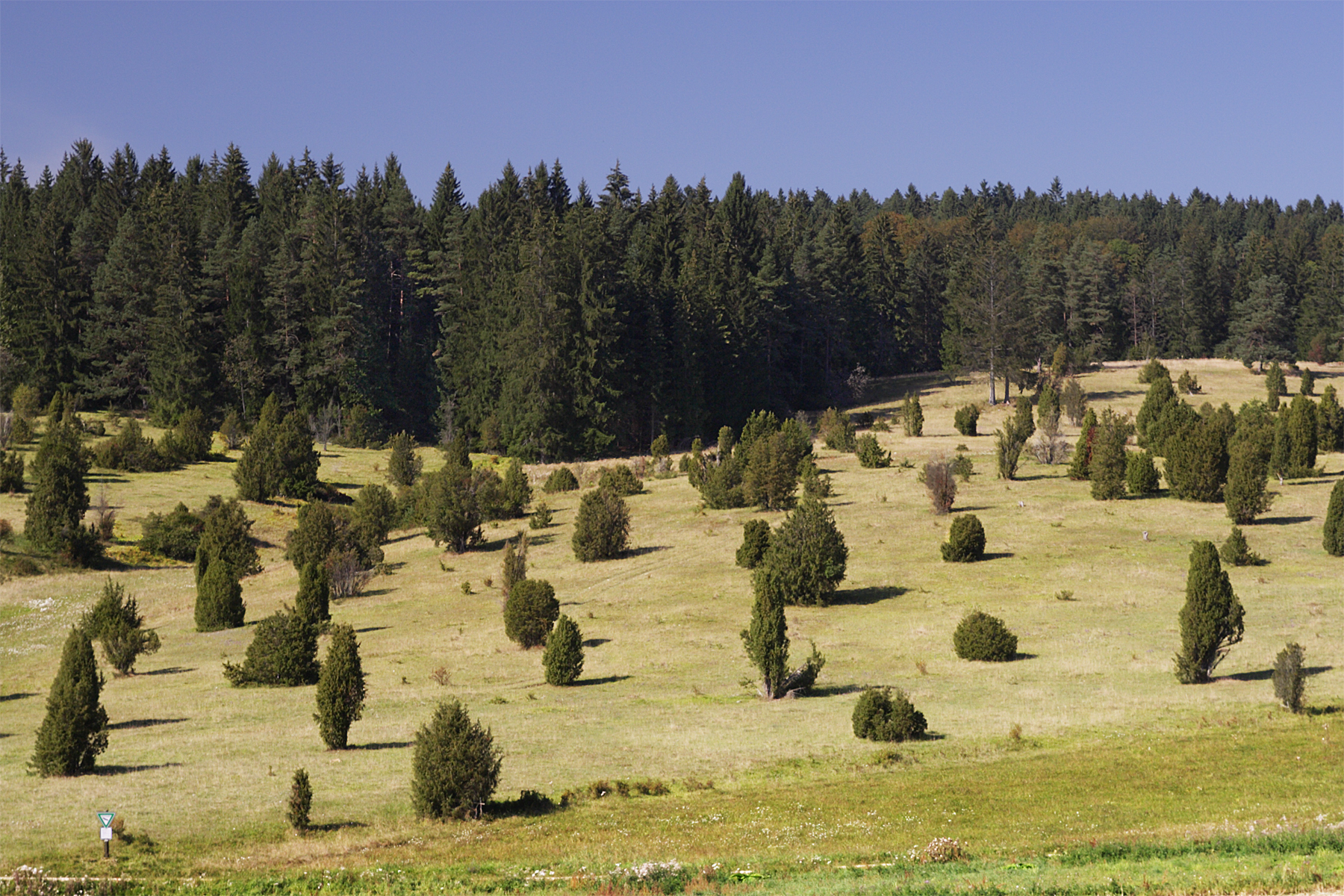
Naturschutzgebiet Digelfeld, 1991. Halbtrockenrasen, NW Hayingen, Schwäbische Alb. Zustand nach Wiederherstellung des Weidecharakters mit Waldrändern, Heckengruppen, Wiesen und Feldern

Als Magerrasen werden unterschiedliche Typen von extensiv genutztem Grünland an besonders nährstoffarmen, „mageren“ Standorten zusammengefasst. Die Artenzusammensetzung ist bei diesem Biotoptyp geprägt von Kraut- und Halbstrauchpflanzen. Als Trockenrasen bezeichnet man einen Typ von Magerrasen, bei dem die Trockenheit als Verursacher der Ertragsarmut besonders im Vordergrund steht. Heute sind die meisten Magerrasen in ihrem Bestand bedroht. Als Rückzugsgebiete sehr vieler gefährdeter Arten werden die verbleibenden Gebiete oft besonders geschützt.
Allgemein als Magergrünland, bei Mahd als Magerwiesen, bei Beweidung als Magerweiden, werden meist Übergangsbestände zwischen „echten“ Magerrasen und Intensivgrünland bezeichnet. Sie können genauso arten- und blütenreich sein wie die eigentlichen Magerrasen, wobei sich deren Artenbestand mischt. Sie sind oft durch schwache Düngung aus Magerrasen hervorgegangen. 
Würde man einen idealtypischen, beweideten Hang in einer karstigen Gegend wie der Schwäbischen Alb im 19. Jahrhundert betrachten, so fände man an den trockensten und sonnenexponiertesten Stellen Trockenrasen vor, mit zunehmender Feuchtigkeit Halbtrockenrasen, dann Magerweiden und schließlich am Talgrund Fettweiden. Trockenrasen und Halbtrockenrasen sind dabei wissenschaftliche Untergliederungen des Magerrasens, die landwirtschaftlich nicht vorgenommen wurden.
Landwirtschaftlich wurden die Magerrasen im Unterschied zu den mageren und fetten Weiden nur extensiv mit Schafen, Ziegen und seltener mit Rindern beweidet. In der potenziellen Waldvegetation Mitteleuropas führt erst eine dauerhafte Beweidung durch mindestens 30 bis 50 Großvieheinheiten auf 100 ha Fläche zur nachhaltigen Entstehung einer waldfreien Weide: das entspricht 30 bis 50 ausgewachsenen Rindern oder rund 300 bis 500 Schafen.
Seit der Aufgabe der meisten Wanderschäfereien seit dem Ende des 19. Jahrhunderts sind die Magerrasen starken Veränderungen unterworfen. Entweder wurde die Weidewirtschaft durch künstliche Düngung intensiviert oder die Weiden wurden aufgeforstet oder einfach der Verbuschung überlassen.

## Wortbedeutung
Der Begriff mager bezieht sich zur Unterscheidung von fettem Grünland erst einmal auf den geringeren Ertrag. Sekundär denkt man aufgrund des wichtigen Zusammenhanges auch an den Nährstoffgehalt, doch der ist nicht der einzige Faktor, welcher den Ertrag bestimmt. Nicht zu verwechseln ist diese Bedeutung mit dem Gebrauch in der Bodenkunde, wo ein tonreicher Lehm als fett bezeichnet wird, ein tonarmer als mager.

## Standortbedingungen
Magerrasen kommen auf unterschiedlichen Böden und Bodentypen vor, denen nur ihre Armut an Nährstoffen, vor allem an Stickstoff, gemeinsam ist. Die meisten Bestände finden sich auf extremen Böden mit besonderen Standortbedingungen, da Böden „mittlerer“ Standorte meist von der Landwirtschaft durch Düngung verändert wurden. Besonders blütenreich sind Magerrasen auf kalkreichen Böden (Kalktrockenrasen). Auf sauren Böden kommen sie vor allem auf Sand vor (Sandtrockenrasen), oft verzahnt mit Heiden. Auch Almwiesen und alpine Matten stellen in der Regel Magerrasen dar. Pflanzenarten der Magerrasen besitzen oft eine hohe Trockenheitsresistenz. Entscheidend ist aber ihre Fähigkeit, auf nährstoffarmen Böden zu gedeihen. Die Arten der Magerrasen unterliegen in gedüngten Wiesen und Weiden aufgrund ihrer geringen Konkurrenzkraft anderen Pflanzen im Kampf um das Überleben.

## Entstehung
Magerrasen als Pflanzengesellschaft nährstoffarmer Standorte gehen in Mitteleuropa auf die Tätigkeit des Menschen zurück. Entstanden sind sie zumeist durch Beweidung ursprünglich bewaldeter Flächen. Da die Weidetiere (vor allem Ziegen und Schafe) die jungen Bäume und Sträucher verbeißen, öffnet sich der beweidete Hutewald immer mehr, es entstehen Lichtungen, bis schließlich die Holzgewächse ganz verschwinden und ein Magerrasen zurückbleibt. Magerrasen waren deshalb typisch für die von allen Dorfbewohnern gemeinsam genutzten Teile der Gemarkung, die Allmende (regional auch „Mark“, „Hute“, „Heide“ usw. genannt). Unter den heutigen Bedingungen der Landwirtschaft ist die Bewirtschaftung von Magerrasen nicht mehr rentabel. Sie werden im Kataster häufig als „Ödland“ oder „Unland“ bezeichnet. Die früher existierenden Magerrasen sind deshalb bis auf geringe Reste entweder durch Düngung melioriert oder aufgeforstet worden.
Ob in Mitteleuropa eventuell untergeordnet auch natürliche Magerrasen existiert haben könnten, ist umstritten. Nach der „Megaherbivorenhypothese“ sind sie möglicherweise teilweise Relikte von natürlichen Weiderasen, wie sie vor dem Auftreten des Menschen in der damaligen Landschaft durch die Weidetätigkeit der natürlich vorkommenden großen Pflanzenfresser entstanden sein könnten. Erst die Ausrottung der großen Weidetiere durch den Menschen habe zur Zurückdrängung der offenen Weidemagerrasen Mitteleuropas geführt. Waren für das frühzeitliche Aussterben der großen Pflanzenfresser Mammute, Altelephant, Waldnashorn, Wollnashorn und Steppenwisent das Klima neben der Jagd möglicherweise mitverantwortlich, so ist das Aussterben bzw. die weitgehende Ausrottung von Wildpferd, Riesenhirsch, Elch, Auerochs, Wisent, Höhlenbär und Braunbär, die einst zahlreich unsere Landschaft bevölkerten, durch den Menschen bedingt. Der Vegetationskundler Robert Gradmann bezeichnete diese (hypothetischen) natürlichen Magerrasen in Süddeutschland als „Steppenheiden“. Die ursprünglich also möglicherweise bereits parkartigen Weidewälder wurden im Umfeld menschlicher Siedlungen ab der Jungsteinzeit durch die übliche Waldweide von Haustieren weitertradiert und haben sich im Zug der Weiterentwicklung der Weidewirtschaft ausgebreitet. Aufgrund der durch den Menschen geförderten Entstehung haben die meisten Tier- und Pflanzenarten der Magerrasen in Mitteleuropa nicht ihr Verbreitungszentrum. Viele Arten kommen aus den (natürlichen) Steppen Osteuropas oder sind aus Felsrasen des Mittelmeergebiets (Garigue) eingewandert.
Heutige Magerrasen wurden in früheren Jahrhunderten auch als Ackerflächen, Obstbauflächen und Weinbauflächen genutzt bis sich diese Nutzungen nicht mehr lohnte. In Einzelfällen nutzte man die Flächen auch zum Anbau von Pfingstrosen.
Magerrasen sind durch extensive landwirtschaftliche Nutzung (einschürige Mähwiesen oder Beweidung) auf nährstoffarmen Flächen entstandene (oder zumindest stark geförderte) Ökosysteme, bei denen in der vorindustriellen Landwirtschaft nur eine extensive Landnutzung stattfand. Typisch für Magerrasen war die Wanderschäferei, für die große Weideflächen gebraucht wurden. Entsprechend sind sie auch heute dauerhaft nur durch Nutzung (oder als Ersatz durch angepasste Pflege) zu erhalten. Wird die Nutzung dauerhaft eingestellt, verbrachen sie, und viele der besonderen Tier- und Pflanzenarten gehen verloren.
Als exotisches Beispiel für eine heutige Nutzung mit Entstehung von Magerrasen können Flächen auf Truppenübungsplätzen genannt werden. Hier kommt es durch ständiges Aufreißen der Vegetationsdecke sandiger, flachgründiger Standorte, als Folge der Fahrtätigkeit von Kettenfahrzeugen, ebenfalls zum Zurückdrängen von Holzgewächsen. Da Truppenübungsplätze (im Gegensatz zu nahezu allen heute landwirtschaftlich genutzten Flächen) nicht gedüngt werden, können Magerrasen entstehen (Beispiele: Senne bei Bielefeld, Wahner Heide bei Köln, Großer Sand bei Mainz).

## Typen von Magerrasen
- Sand-Magerrasen siehe Sandtrockenrasen
- Kalk-Magerrasen
- Steppentrockenrasen, im östlichen Mitteleuropa
- Schwermetall-Magerrasen, z. B. im Harz und Harzvorland, siehe Schwermetallrasen
- Borstgrasrasen

Neben diesen primär auf die Vegetation bezogenen Typen sind auch landschaftliche Bezeichnungen verbreitet. Die so zusammengefassten Magerrasen entsprechen vegetationskundlich einem der oben aufgeführten Typen.
- Wacholderheide
- Brenne, kleinflächiges Rasenbiotop auf Kies in Flussauen (siehe auch Lechtalheiden)

## Naturschutz/Pflegemaßnahmen

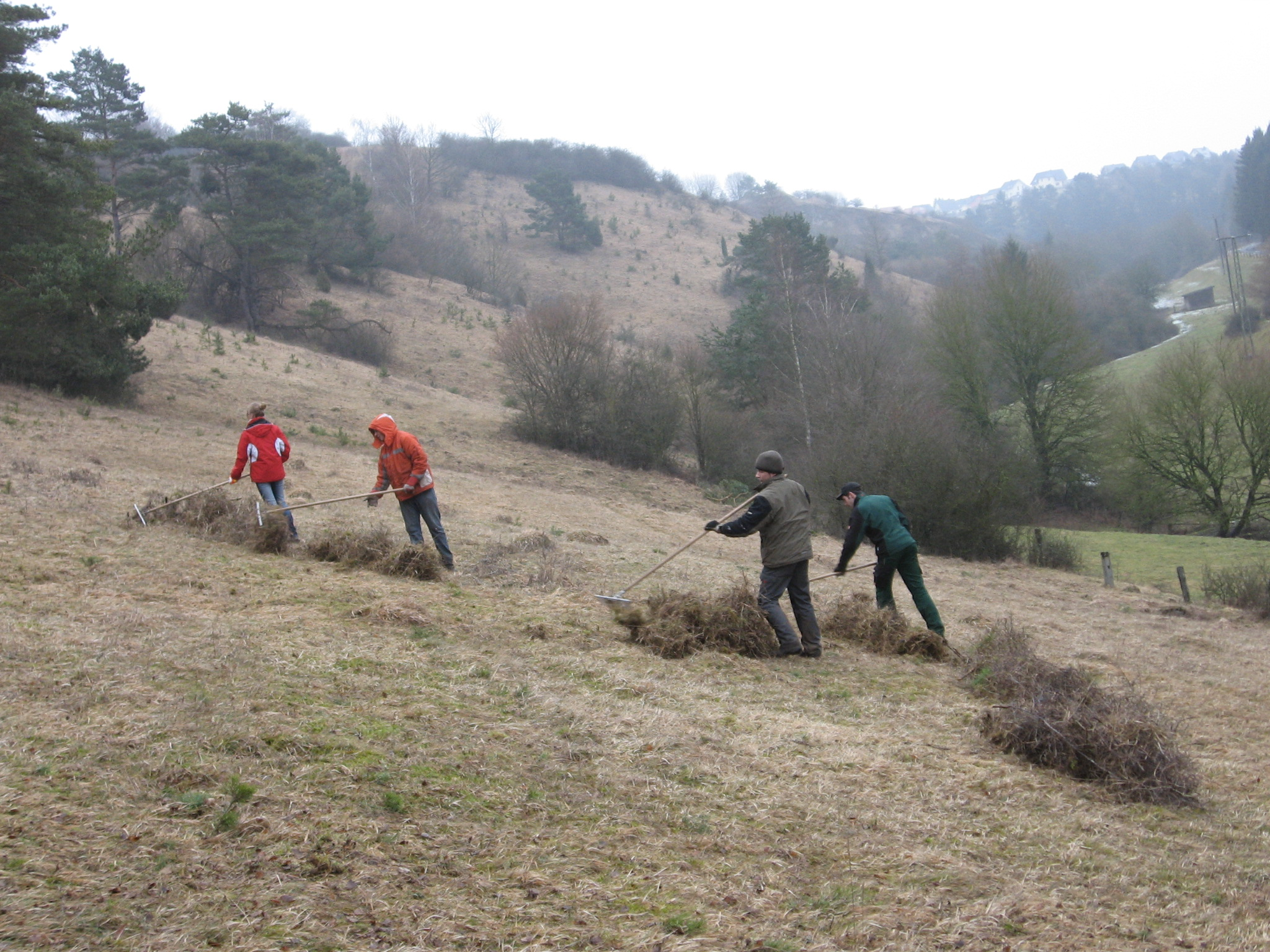
Pflegearbeiten, hier Abharken von Mähgut, auf dem Magerrasen im Naturschutzgebiet Wulsenberg, Nordrhein-Westfalen

Die genannten Bedingungen machen den Magerrasen zum Rückzugsgebiet gefährdeter Tier- und Pflanzenarten. Viele Arten der Roten Liste existieren hier. Um den Magerrasen zu erhalten und seine Weiterentwicklung zum Gehölz (Verbuschung) zu verhindern, müssen die Flächen in der Regel  gepflegt werden. Zu den Pflegemaßnahmen zählen extensive Beweidung (Beweidung durch Schafe, Ziegen und seltener Rindern) und Entbuschungsmaßnahmen (Entkusselung). Diese Tiere knabbern die Sprösslinge von Büschen und Sträuchern ab und verhindern dadurch das Aufkommen von Gehölzen. Wacholderbüsche sind allerdings häufig auf Magerrasen anzutreffen, weil sie von den Weidetieren gemieden werden.